# Аролдо Румајор Флорес, Потреро де лос Бурос (Салтиљо)
Аролдо Румајор Флорес, Потреро де лос Бурос (шп. Aroldo Rumayor Flores, Potrero de los Burros) насеље је у Мексику у савезној држави Коавила у општини Салтиљо. Насеље се налази на надморској висини од 1920 м.

## Становништво
Према подацима из 2005. године у насељу је живело 9 становника.

### Хронологија
| Година       | 2005 |
| ------------ | ---- |
| Становништво | 9    |

### Попис
| # | Индикатор                        | Вредност |
| - | -------------------------------- | -------- |
| 1 | Укупно појединачних домаћинстава | 1        |